# Sycon matsushimense
Sycon matsushimense är en svampdjursart som beskrevs av Tanita 1940. Sycon matsushimense ingår i släktet Sycon och familjen Sycettidae.
Artens utbredningsområde är havet kring Japan. Inga underarter finns listade i Catalogue of Life.